# The Authors of Pain
The Authors of Pain é uma dupla de luta livre profissional formada pelos lutadores Akam e Rezar, com Paul Ellering como seu manager. Eles são mais conhecidos pelo seu tempo na WWE, onde foram uma vez campeões de duplas do Raw e uma vez campeões de duplas do NXT.
Akam e Rezar se uniram pela primeira vez em junho de 2016, com o manager Paul Ellering na então liga de desenvolvimento da WWE, o NXT. Eles venceram o Dusty Rhodes Tag Team Classic em 2016, o que levou à conquista do Campeonato de Duplas do NXT. Em abril de 2018, Akam e Rezar foram promovidos para a marca Raw, com Drake Maverick assumindo o papel de manager e o nome da equipe sendo oficialmente abreviado para AOP. AOP fez uma pausa no início de 2019 e retornou mais tarde naquele ano, mas sem Maverick como manager e se tornando, posteriormente, os "executores" de Seth Rollins até sua liberação da empresa em setembro de 2020. Eles assinaram novamente com a WWE em 2023 e fizeram seu retorno televisionado em janeiro de 2024, aliando-se novamente com Ellering, além de Karrion Kross e Scarlett, formando um grupo chamado The Final Testament.

## História
Akam e Rezar fizeram suas estreias em 8 de junho de 2016, no NXT TakeOver: The End; depois da luta pelo NXT Tag Team Championship, eles atacaram os ex-campeões American Alpha (Chad Gable e Jason Jordan) antes de irem embora com Paul Ellering. No NXT de 15 de junho, os Authors of Pain ganharam seu primeiro combate, mais uma vez acompanhados por Ellering. Em 19 de novembro, a dupla ganhou o torneio Dusty Rhodes Tag Team Classic de 2016, derrotando os TM-61 na final no NXT TakeOver: Toronto. No NXT TakeOver: San Antonio, eles ganharam o NXT Tag Team Championship depois de derrotarem os #DIY (Johnny Gargano e Tommaso Ciampa), perdendo os cinturões para Eric Young e Alexander Wolfe no NXT TakeOver: Brooklyn III.

## Na luta livre
- Movimentos de finalização da dupla
  - The Last Chapter (Combinação Russian legsweep / Lariat)[7][8][9]
- Movimentos secundários da dupla
  - Super Collider (Stereo powerbombs, depois de colidir com os oponentes)[10][11][12]
  - Combinação Neckbreaker (Akam) / sitout powerbomb (Rezar)
  - Combinação Spinning sidewalk slam (Rezar) / running big boot (Akam)
- Managers
  - Paul Ellering
  - Drake Maverick

## Títulos e prêmios
- Pro Wrestling Illustrated
  - PWI colocou Rezar na 372ª posição dos 500 melhores lutadores na PWI 500 em 2016[13]
  - PWI colocou Akam na 376ª posição dos 500 melhores lutadores na PWI 500 em 2016[13]
- WWE NXT
  - NXT Tag Team Championship (1 vez)[14]
  - Dusty Rhodes Tag Team Classic (2016)
- WWE
  - RAW Tag Team Championship (1 vez)[15]